# Drygalskiberge
Drygalskiberge är ett berg i Östantarktis. Norge gör anspråk på området. Toppen på Drygalskiberge är 2 220 meter över havet, eller 105 meter över den omgivande terrängen. Bredden vid basen är 0,92 km.
Terrängen runt Drygalskiberge är kuperad åt sydost, men åt nordväst är den platt.
Drygalskiberget upptäcktes vid den tredje tyska Antarktisekspeditionen 1938-1939 och namngavs efter en tidigare polarforskare; Erich von Drygalski.